# Baldwinsville
Baldwinsville è un villaggio nello stato di New York, Contea di Onondaga. Non va confuso con il quasi omonimo villaggio di Baldwinville, nello Stato del Massachusetts, contea di Worcester.